# Brita Egardt
Brita Sigrid Anna Lovisa Egardt, född Mellander den 7 augusti 1916 i Trelleborg, död 4 februari 1990 i Lund, var en svensk etnolog och arkivarie.
Brita Egardt avlade filosofie kandidatexamen vid Lunds universitet 1940, filosofie licentiatexamen i folkminnesforskning 1944 och filosofie licentiatexamen i nordisk och jämförande folklivsforskning 1959. Hon disputerade 1962 på avhandlingen Hästslakt och rackarskam: En etnologisk undersökning av folkliga fördomar, i vilken hon ifrågasätter den tidigare utbredda förklaringen att hästslakten såväl som den person som utförde den – det vill säga rackaren – var avskydd på grund av att hästen i hednisk tid hade använts som offerdjur och betraktats som magiskt kraftladdad. Avhandlingen motbevisar steg för steg denna förklaringsmodell och vänder istället uppmärksamheten mot rackarens position i en social hierarki vars ursprung kan spåras till medeltida stadsmiljöer på kontinenten. Avhandlingen erhöll högt betyg och låg till grund för Egardts utnämning till docent i nordisk och jämförande folklivsforskning omedelbart efter disputationen. Brita Egardt arbetade vid Folklivsarkivet i Lund från 1946.
Brita Egardt var dotter till postmästaren Arvid Mellander och Matilda Johnsson. Hon gifte sig 1941 med banktjänstemannen Otto Egardt (1915–1980) och är mor till Peter Egardt. Makarna Egardt är begravda på Norra kyrkogården i Lund.